# میرانوواتس
میرانوواتس (به صربی: Miranovac) یک منطقهٔ مسکونی در صربستان است که در بلا پالانکا واقع شده‌است. میرانوواتس ۴۳ نفر جمعیت دارد.